# Place des Martyrs (Alger)
Pour les articles homonymes, voir Place des Martyrs.
 (août 2023).
Si vous disposez d'ouvrages ou d'articles de référence ou si vous connaissez des sites web de qualité traitant du thème abordé ici, merci de compléter l'article en donnant les références utiles à sa vérifiabilité et en les liant à la section « Notes et références ».
La place des Martyrs est une place située au centre d'Alger, près de la Casbah d'Alger. Allant de la rue Bab-El-Oued au boulevard Che-Guevara.

## Situation et accès
La place des Martyrs est desservie par la ligne 1 du métro d'Alger à la station Place des Martyrs, ainsi que par les lignes de bus ETUSA: 58, 67, 91 et 99.

## Origine du nom
La place porte ce nom en hommage aux combattants algériens morts pour la l'indépendance de l'Algérie durant la guerre d'indépendance algérienne.

## Historique
Anciennement dénommée « place du Gouvernement » c'est la toute première place aménagée à Alger par le Génie militaire français, à la suite de la prise de la ville en 1830 et initialement conçue comme une place d'armes.
Le 28 octobre 1845, la statue équestre du duc d'Orléans est inaugurée, œuvre du sculpteur Français d'origine italienne Carlo Marochetti, haute de 5 m et pesant 8 tonnes, érigée à côté de la mosquée de la Pêcherie.
À l'indépendance de l'Algérie en 1962, la place du Gouvernement est renommée place des Martyrs.
Le 1er juin 1997, un attentat est perpétré par le groupe armé : GIA sur la place des Martyrs, tuant sept personnes et faisant 54 blessés.
En 2013, des fouilles archéologiques à l'occasion des travaux du métro d'Alger ont permis de mettre au jour sous la place des Martyrs, des vestiges archéologiques racontant 2000 ans d'histoire d'Alger. Certains remontent à l'époque romaine, d'autres, aux époques ottomanes et byzantines. Ils seront exposés, in situ, dans la station musée.

## Galerie

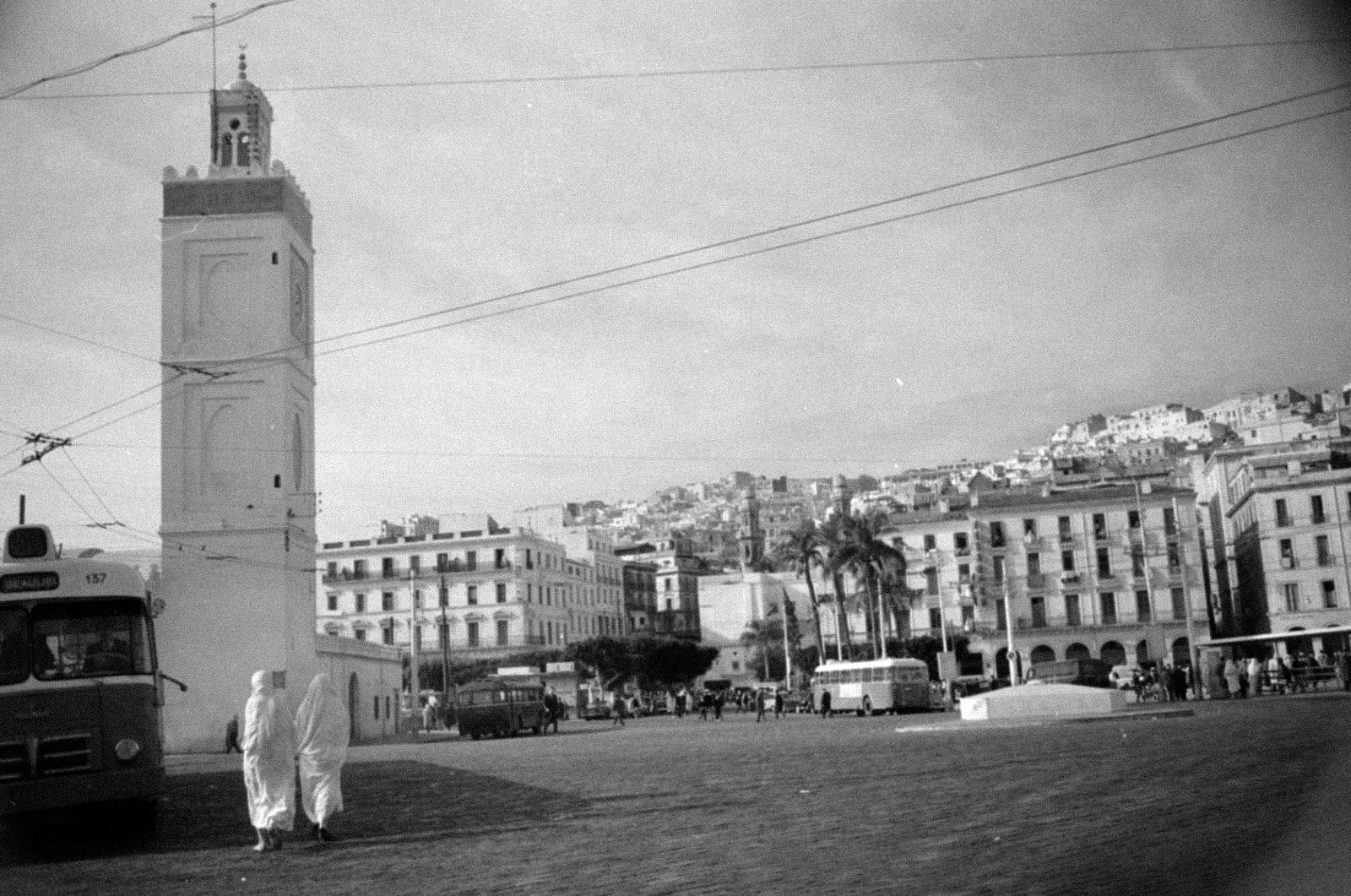
La place des Martyrs en 1964.
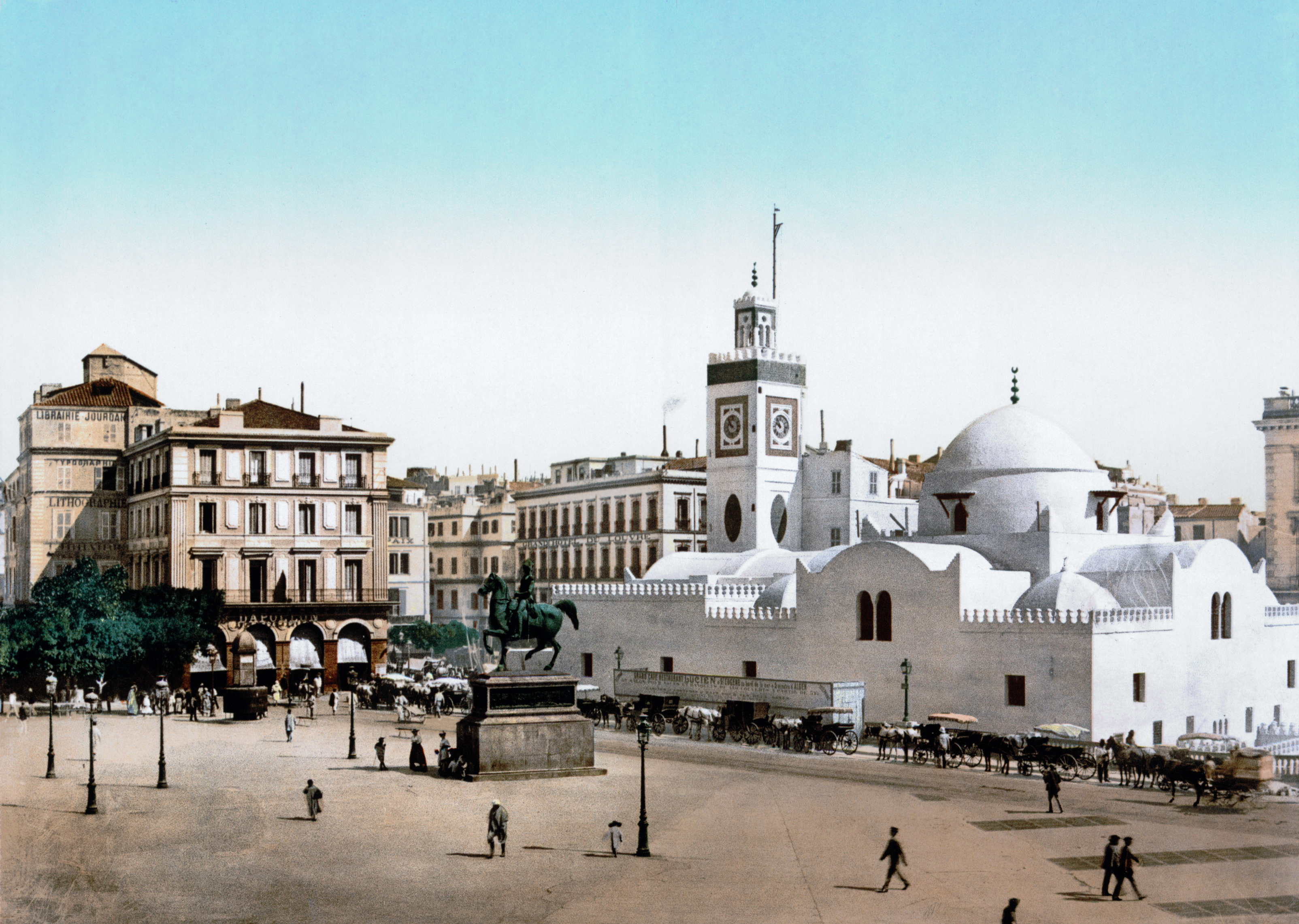
La place du Gouvernement en 1899.
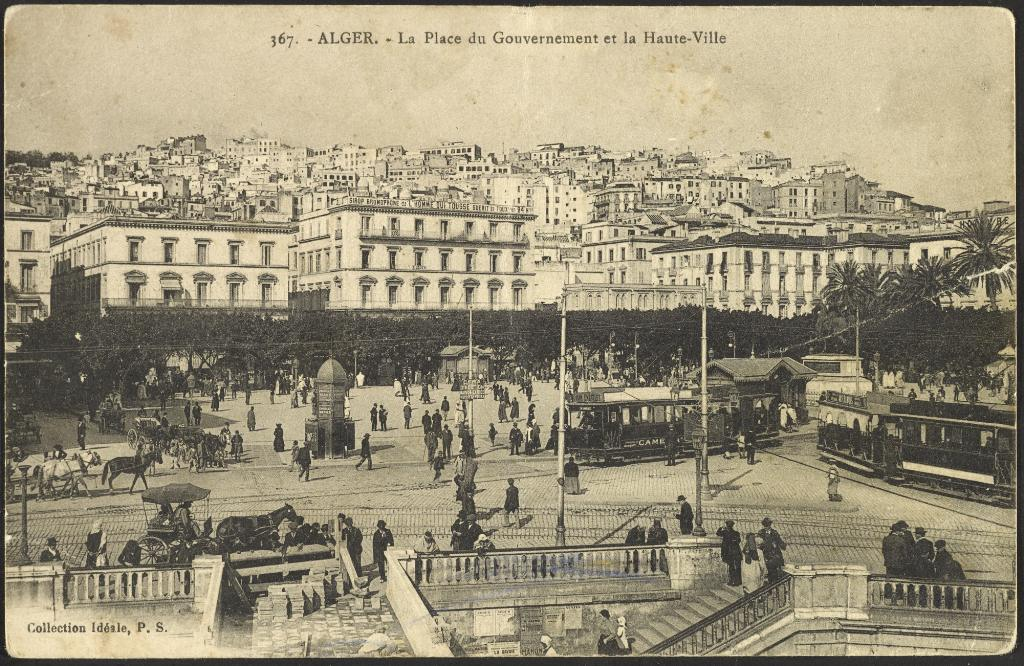
La place du Gouvernement au XXe siècle.